# Chrysopa walkeri
Chrysopa walkeri är en insektsart som beskrevs av Robert McLachlan 1893.
Chrysopa walkeri ingår i släktet Chrysopa och familjen guldögonsländor. Inga underarter finns listade i Catalogue of Life.